# アッザ・トランスポート
アッザ・トランスポート (Azza Transport) は、かつてスーダンのハルツームを拠点として活動していた貨物航空会社。別名で、アッザ・エア・トランスポート (Azza Air Transport)、アッザ・アビエーション (Azza Aviaiton) ともいった。アフリカや中東の各地で貨物機のチャーター便を運行し、ヨーロッパ向けの運行も計画されていた。主要な運行拠点は、ハルツーム国際空港に置かれていた。

## 沿革
この航空会社は、1993年に設立され、同年9月から運行が開始された。この会社は、オムドゥルマン・ナショナル銀行 (Omdurman National Bank)、シャイカン保険 (Shaikan Insurances)、シェイカン保険 (Sheikan Insurance) によって所有されていた。同社には 350人の従業員がいた。
2007年5月30日、アメリカ合衆国国務省は、ダルフール紛争の深刻化を受け、経済制裁の対象となるスーダンの企業のリストにアッザ・トランスポートを掲載し、その理由を「小火器、弾薬、銃砲を、ダルフールのスーダン政府軍とジャンジャウィード民兵へ運搬した」からだと説明した。
2010年には、EUが域内への運航禁止措置をとり、この措置はその後も更新された。
2013年には、企業として存続していない状態となり、EUの禁止措置対象のリストから外された。

## 事故
2009年10月21日、スーダン航空に機体がリースされる形で運航されていたアッザ・トランスポート2241便のボーイング707-330C が、アラブ首長国連邦のシャールジャ国際空港からの離陸直後に墜落した。この便は貨物便であり、乗員6名は全員が死亡した。
2012年10月7日には、スーダン政府軍の装備や兵員を乗せたアントノフ・An-12BPが、ハルツーム郊外に墜落し、乗っていた15名が死亡した

## 保有機材
アッザ・トランスポートの保有機材は、上記の2241便の事故があった2009年10月の時点で、事故機を除き、以下のような編成であった。
- アントノフ・An-12 - 1機
- アントノフ・An-26B - 1機
- イリユーシン - Il-76TD - 2機